# Quận Hillsborough, Florida
Quận Hillsborough là một quận thuộc tiểu bang Florida, Hoa Kỳ. Quận lỵ đóng ở Tampa, Florida6. Đây là quận lớn nhất trong vùng đô thị Tampa-St. Petersburg-Clearwater, là quận đông dân thứ 4 ở tiểu bang Florida.
Dân số theo điều tra dân số năm 2010 của Cục điều tra dân số Hoa Kỳ là 1.229.226 người. Sân bay quốc tế Tampa nằm ở quận này.

## Địa lý
Theo Cục điều tra dân số Hoa Kỳ, quận này có diện tích 3279 km2, trong đó có 558 km2 là diện tích mặt nước.

## Thông tin nhân khẩu
Theo điều tra dân số năm 2000, quận có dân số 998.948 người, 391.357 hộ gia đình, và 255.164 gia đình cư trú tại quận. Mật độ dân số là 951 người cho mỗi dặm vuông (367/km ²). Đã có 425.962 đơn vị nhà ở mật độ trung bình của 405 cho mỗi dặm vuông (156/km ²). Thành phần chủng tộc của dân cư quận là 75,17% Da Trắng, 14,96% Da Đen hoặc người Mỹ gốc Phi, 0,39% người Mỹ bản địa, 2,20% châu Á, Thái Bình Dương 0,07%, 4,66% từ các chủng tộc khác, và 2,56% một từ hai hay nhiều chủng tộc. 17,99% dân số là người Tây Ban Nha hoặc La tinh của chủng tộc nào. Quận này có dân số đông thứ 32 trong các quận của Hoa Kỳ.
Có 391.357 hộ gia đình trong đó 31,40% có trẻ em dưới 18 tuổi sống chung với họ, 47,70% các cặp vợ chồng đã kết hôn sống với nhau, 13,20% đã có một nữ chủ hộ không có mặt chồng, và 34,80% là không gia đình. 26,90% hộ gia đình đã được tạo thành từ các cá nhân và 8,10% có một người nào đó sống một mình 65 tuổi trở lên đã được người. Quy mô hộ gia đình trung bình là 2,51 và kích cỡ gia đình trung bình là 3,07.
Sự phân bố độ tuổi như sau: 25,30% dưới 18 tuổi, 9,30% 18-24, 31,70% 25-44, 21,70% 45-64, và 12,00% là từ 65 tuổi trở lên. Độ tuổi trung bình là 35 năm. Đối với mỗi 100 nữ có 95,80 nam giới. Đối với mỗi độ tuổi phụ nữ và hơn 100 18, đã có 92,70 nam giới.
Thu nhập trung bình của một hộ gia đình trong quận đã gồm 40.663 USD, và thu nhập trung bình cho một gia đình là 48.223 USD. Phái nam có thu nhập trung bình 34.111 USD so với 26.962 USD của phái nữ. Thu nhập bình quân đầu người cho quận là 21.812 $. Có 9,10% của gia đình và 12,50% dân số được dưới mức nghèo khổ, trong đó có 17,20% những người dưới 18 tuổi và 10,00% của những người 65 tuổi hoặc hơn.